# Miên Chí
Miên Chí (chữ Hán: 綿志; 3 tháng 5 năm 1768 – 19 tháng 5 năm 1834), Ái Tân Giác La, là Quận vương nhà Thanh trong lịch sử Trung Quốc. Ông được phân vào Tương Bạch kỳ, là Tả dực cận chi Tương Bạch Kỳ đệ nhất tộc.

## Cuộc đời
Miên Chí sinh vào giờ Tỵ, ngày 17 tháng 3 (âm lịch) năm Càn Long thứ 33 (1768), trong gia tộc Ái Tân Giác La. Ông là con trai trưởng của Nghi Thận Thân vương Vĩnh Tuyền, và là cháu nội của Thanh Cao Tông Càn Long Đế. Mẹ ông là Trắc Phúc tấn Vương thị (王氏). Năm Gia Khánh thứ 4 (1799), tháng giêng, ông được phong Bất nhập Bát phân Phụ quốc công (不入八分輔國公), nhậm Tán trật Đại thần kiêm Phó Đô thống Mông Cổ Chính Bạch kỳ. Cùng tháng lại điều làm Phó Đô thống Mãn Châu Tương Hồng kỳ. Tháng 2 điều làm Phó Đô thống Mãn Châu Chính Hoàng kỳ. Tháng 6 cùng năm, thụ Hộ quân Thống lĩnh của Tương Hoàng kỳ. Năm thứ 5 (1801), tháng 5, giải trừ Hộ quân Thống lĩnh. Tháng 8, thụ Thập ngũ thiện xạ Đại thần (十五善射大臣) Năm thứ 7 (1803), quản lý Hỏa khí doanh sự vụ Đại thần (火器营事务大臣). Tháng 12, thăng làm Bối tử. Năm thứ 14 (1809), thăng tiếp làm Bối lặc. Trong khoảng thời gian này ông liên tiếp nhậm Hộ quân Thống lĩnh của Tương Hoàng kỳ, Chính Hồng kỳ, Tương Bạch kỳ, Tương Hồng kỳ.
Năm thứ 18 (1813), nhậm chức Đô thống Mông Cổ Tương Lam kỳ, triều đình ban cho ông phẩm hàm Quận vương, nhưng đến năm thứ 20 (1815) thì bị tước bỏ. Năm thứ 21 (1816), chuyển đến nhậm chức Đô thống Mông Cổ Chính Hoàng kỳ. 4 năm sau (1820) lại nhậm Đô thống Hán quân Tương Lam kỳ. Năm thứ 24 (1819), lại khôi phục tước Quận vương, nhưng 1 năm sau lại bị đoạt bỏ. Đến năm Đạo Quang thứ 3 (1823), một lần nữa ông được ban phẩm hàm Quận vương. Năm Đạo Quang nguyên niên (1821), ông nhậm chức Nội Đại thần, Tả tông nhân của Tông nhân phủ. Năm thứ 2 (1822), tháng 2, ông thay quyền Chính Hoàng kỳ Lĩnh thị vệ Nội đại thần. Năm thứ 12 (1832), phụ thân ông qua đời, ông được tập tước Nghi Thân vương (儀親王) đời thứ 2, nhưng Nghi vương phủ không phải thừa kế võng thế, nên ông chỉ được phong làm Nghi Quận vương (儀郡王). Năm thứ 14 (1834), ngày 11 tháng 4 (âm lịch), giờ Mẹo, ông qua đời, thọ 66 tuổi, được truy thụy Nghi Thuận Quận vương (儀順郡王).

## Gia quyến

### Thê thiếp
- Đích Phúc tấn: Qua Nhĩ Giai thị (瓜爾佳氏), con gái của Phó Đô thống Đức Quân (德筠).
- Trắc Phúc tấn: Lý Giai thị (李佳氏), con gái của Phú Xương (富昌).
- Thứ thiếp:
  - Lý thị (李氏).
  - An thị (安氏), con gái của Đôn Trí (敦智).

### Con trai
1. Trưởng tử (1791 – 1792), mẹ là Đích Phúc tấn Qua Nhĩ Giai thị. Chết yểu.
2. Nhị tử (1793 – 1795), mẹ là Đích Phúc tấn Qua Nhĩ Giai thị. Chết yểu.
3. Dịch Tích (奕績; 1798 – 1813), mẹ là Trắc Phúc tấn Lý Giai thị. Được truy phong làm Bất nhập Bát phân Phụ quốc công (不入八分輔國公). Vô tự.
4. Dịch Võng (奕網; 1817 – 1893), mẹ là Trắc Phúc tấn Lý Giai thị. Năm 1834 được tập tước Nghi Thân vương (儀親王) và được phong Bối lặc. Có một con trai.
5. Dịch Thải (奕綵; 1820 – 1866), mẹ là Thứ thiếp An thị. Năm 1836 được cho làm con thừa tự của Miên Mẫn và được tập tước Khánh Thân vương (慶親王). Sau do bị tội nên được khôi phục thân phận Nghi vương phủ. Có sáu con trai.